# Ворон (фільм, 1935)

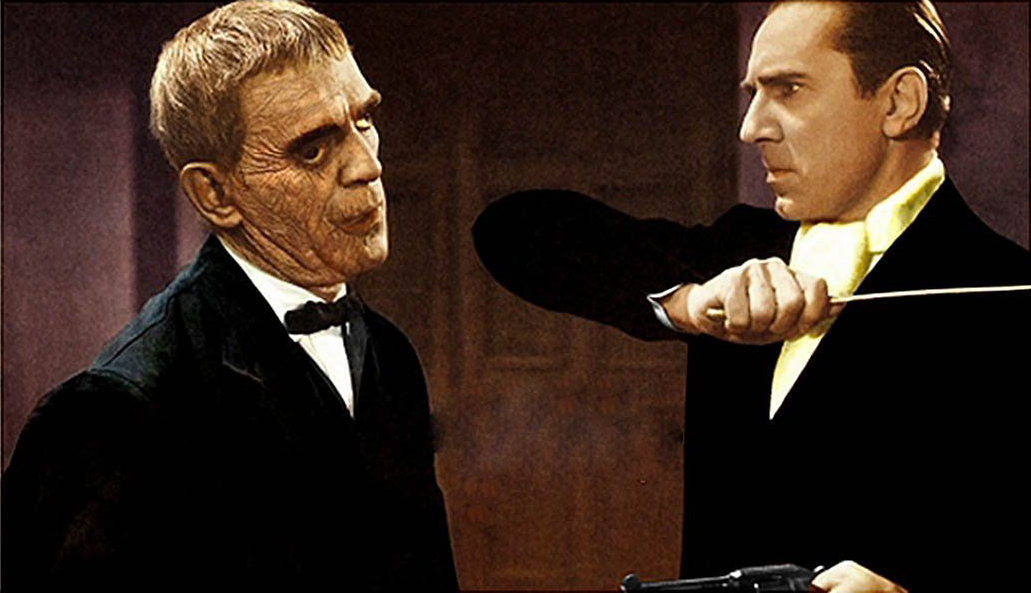
Борис Карлофф i Бела Лугосі.

«Ворон» (англ. The Raven)  — американський фільм жахів режисера Лью Лендерса. Прем'єра відбулася 8 липня 1935 року. Джерелом натхнення для творців фільму виступила творчість Едгара Алана По.

## Сюжет
Після автоаварії Джин впала в кому, та її батько суддя Тетчер та наречений Джеррі готові зробити будь-що для її порятунку. Батько дізнався про талановитого лікаря Волліна, проте той відійшов від практики й займається власними дослідженнями. Воллін є фанатом творчості Алана По, вважає крука й смерть своїми символами.
Після вмовлянь судді, Воллін погодився прооперувати Джин.
Через місяць Джин почувалася добре. Почувши, як Воллін грає на музичному інструменті, вона готова була назвати його майже богом. Як подяку Джин запросила Волліна на виставу за твором Алана По «Ворон», на якій вона танцювала.
Після вистави суддя Тетчер прийшов до Волліна, щоб переконати його залишити думки про Джин — дівчина закохалася в нього, проте має вийти заміж за Джеррі. Лікар Воррен погодився з тим, що він божевільний, проте він має зберегти міцну руку й чистий розум для того, щоб допомагати людству. Для цього Джин має дістатися йому.
До Волліна прийшов убивця Едмунд Байтман. Він хоче змінити своє обличчя. Воллін за десять хвилин пошкодив його лицьовий нерв, від чого права частина обличчя Байтмана спотворилася. Якщо Едмунд хоче повторити операцію, він має здійснити насилля й вбивство за наказом Волліна.
Лікар Воллін запросив до себе в гості Джин, Джеррі та дві інші пари. Суддя Тетчер попрямував на порятунок донці, запідозривши загрозу з боку Волліна. Пояснюючи задум поеми «Ворон», лікар попередив суддю Тетчера — коли генію відмовляють в коханні (головний герой твору втратив кохану Ленор), він втрачає глузд і починає катувати оточуючих.
Воллін продемонстрував Бейтману свою колекцію машин для катування, які він відтворив власноруч. Одну з них він підготував для судді Тетчера. Кімната Джин автоматично спустилася до кабінету Волліна. Дівчина встигла поговорити з Бейтманом, благаючи про допомогу. Після цього її та Джеррі зачинили в кімнаті, в якій зсувалися стіни. За кілька хвилин до загибелі Джин, її нареченого та батька, Байтман відмовився надалі допомагати божевільному лікареві й зупинив механізми. Воллін загинув, Байтман навіки залишиться із спотвореним обличчям.
У фінальній сцені Джин та Джеррі їдять в автомобілі, обговорюючи Волліна.

## У головних ролях
- Бела Лугосі  — Річард Воллін;
- Борис Карлофф  — Едмонд Бейтман;
- Лестер Метьюс  — Джеррі Голден;
- Ірен Ворен  — Джин Тетчер;
- Семюел Гайндс  — суддя Тетчер (батько Джин);
- Спенсер Чатерс  — Бертрам Грант;
- Інез Кертні  — Мері Бернз;
- Мейдел Тернер  — Гарріет